# Governo Lars Løkke Rasmussen II
O Governo Lars Løkke Rasmussen III foi o segundo governo liderado por Lars Løkke Rasmussen. Foi formado a partir das eleições legislativas dinamarquesas em 2015.  Era um governo de minoria constituído unicamente pelo Partido Liberal, com 34 dos 179 lugares do Parlamento da Dinamarca, contando com o apoio do Partido Popular Conservador e da Aliança Liberal, e ainda com o possível apoio do Partido Popular Dinamarquês. Entrou em funções em 2015 e terminou o seu exercício em 2019. 

| Governo                         | Primeiro-ministro    | Partidos        |
| ------------------------------- | -------------------- | --------------- |
| Governo Lars Løkke Rasmussen II | Lars Løkke Rasmussen | Partido Liberal |

## Programa de Governo do Partido Liberal (Venstre)
O Governo Lars Løkke Rasmussen II apresentou um programa de governo - Sammen for fremtiden (Juntos pelo futuro) – no qual é apontada uma série de medidas para aumentar os postos de trabalho privados, diminuir o número de pessoas com apoios sociais, rever a política de imigração e de asilo, e aumentar a eficiência do setor público.

## Composição do Governo
Este governo é composto por 17 ministros, dos quais 5 são mulheres:
| Pasta                                                      | Titular                  | Partido         |
| ---------------------------------------------------------- | ------------------------ | --------------- |
| Primeiro-ministro                                          | Lars Løkke Rasmussen     | Partido Liberal |
| Ministro das Finanças                                      | Claus Hjort Frederiksen  | Partido Liberal |
| Ministro das Relações Exteriores                           | Kristian Jensen          | Partido Liberal |
| Ministra da Imigração, da Integração e da Habitação        | Inger Støjberg           | Partido Liberal |
| Ministro da Justiça                                        | Søren Pind               | Partido Liberal |
| Ministro da Educação e da Investigação                     | Esben Lunde Larsen       | Partido Liberal |
| Ministro da Energia                                        | Lars Christian Lilleholt | Partido Liberal |
| Ministro dos Transportes                                   | Hans Christian Schmidt   | Partido Liberal |
| Ministra dos Assuntos Sociais e do Interior                | Karen Ellemann           | Partido Liberal |
| Ministro do Emprego                                        | Jørn Larsen Neergaard    | Partido Liberal |
| Ministra da Infância, da Educação e da Igualdade de Género | Ellen Trane Nørby        | Partido Liberal |
| Ministro do Comércio e do Crescimento                      | Troels Lund Poulsen      | Partido Liberal |
| Ministro dos Impostos                                      | Karsten Lauritzen        | Partido Liberal |
| Ministro da Defesa e da Cooperação Nórdica                 | Carl Holst               | Partido Liberal |
| Ministra do Ambiente e da Alimentação                      | Eva Kjer Hansen          | Partido Liberal |
| Ministra da Saúde e da Terceira Idade                      | Sophie Løhde             | Partido Liberal |
| Ministro da Cultura                                        | Bertel Haarder           | Partido Liberal |

FONTES:
- «Danmark har fået en ny regering» (em dinamarquês). Página oficial de Lars Løkke Rasmussen. Consultado em 28 de junho de 2015
- Karen Clement e Astrid Søndberg. «Overblik: Her er Danmarks nye regering» (em dinamarquês). TV 2 Politik. Consultado em 2 de julho de 2015
- «Fakta: Her er de nye ministre» (em dinamarquês). Politiken. Consultado em 28 de junho de 2015
- Nikolaj Rytgaard. «Løkke sætter navne på 17 nye ministre» (em dinamarquês). Berlingske. Consultado em 28 de junho de 2015
- Steen A. Jørgenssen. «Her er hele Lars Løkkes ministerhold» (em dinamarquês). Jyllands-Posten. Consultado em 28 de junho de 2015